# Apicia fasciata
Apicia fasciata är en fjärilsart som beskrevs av W. Warren 1895. Apicia fasciata ingår i släktet Apicia och familjen mätare. Inga underarter finns listade i Catalogue of Life.